# Suzuki Shizuko
Suzuki Shizuko (9 de junio de 1919 - fecha de fallecimiento desconocida) fue una poetisa japonesa de haiku. Su verdadero nombre era Shizuko. Su estilo desinhibido hizo famoso el haiku en todo el mundo, pero desapareció y se le llamó la "poeta prostituta", la "poeta fantasma" del haiku, etc. 

## Descripción general
Nació en Mikawacho, Kanda-ku, Tokio, en junio de 1919. Su padre, Toshio, era licenciado por el antiguo departamento de ingeniería de la Universidad Nihon y empleado de la empresa Hazama Gumi. Durante sus años de escuela primaria, vivió temporalmente en Inuyama, prefectura de Aichi. Se graduó en el Instituto Shukutoku de Tokio para chicas (ahora Shukutoku Junior and Senior High School). Tras fracasar en su intento de entrar en una universidad femenina (Prefectural High School for Girls), estudió en una escuela técnica de dibujo y entró en Okamoto Machine Tool Works (que más tarde se convirtió en Toshiba Sharyo debido a la incautación del GHQ) como dibujante (diseñadora industrial) en 1940 (Showa 15). Colaboró con dulces poemas en una revista de poesía bajo un nombre masculino y los lanzó a la revista de haiku Ishikusu de Usuda Yannami. Invitada por su jefe, se unió al círculo de haiku de la empresa y estudió con Matsumura Geisyu; en 1943, comenzó a enviar haiku a la revista de haiku Jukai de Geisyu. Perdió a su madre Ayako durante la guerra y se enteró de que su prometido había muerto en combate, y publicó su primera colección de haiku, Shunrai, en 1946 (Showa 21). Se convirtió en una popular colección de haiku de una joven poetisa del haiku, y en 1948 su padre, de 55 años, se volvió a casar con una mujer de 32 años.
Se enamoró de un compañero haijin que aún era estudiante, pero también fue cortejada por alguien de su lugar de trabajo, se casó en el trabajo y se quedó embarazada, pero el matrimonio se disolvió al cabo de poco más de un año debido a un aborto. Se trasladó a la ciudad de Gifu, apoyándose en su tía Yamada (apellido de soltera Suzuki) Asako, poeta de la escuela Araragi que vivía en la ciudad de Gifu, y posteriormente se trasladó a Nakamachi, en el condado de Inaba (actual ciudad de Kakamigahara). En Naka-machi, se trasladó varias veces dentro de la ciudad. Suzuki sentía pasión por el baile durante sus años en Tokio, y a partir de 1950 (1950) se convirtió en bailarín en un salón de baile del distrito de ocio de Yanagigase, en Gifu, y más tarde trabajó en un cabaret para las Fuerzas de Ocupación. Allí conoció a un soldado de las Fuerzas de Ocupación estadounidenses llamado Carey y empezó a vivir con él, pero éste fue enviado a la Guerra de Corea y se convirtió en drogadicto a su regreso a Japón. Suzuki le ayudó a recuperarse, pero el soldado regresó a su país y poco después le notificaron su muerte. Con este telón de fondo, en 1952 se publicó una segunda colección de obras inéditas, "Anillo", que había sido enviada a su maestro Geishin. Fue realizada casi sin el permiso de Shizuko por compañeros del grupo «Jukai». Aunque Shizuko acudió a la fiesta de publicación, desapareció tras un envío fechado el 15 de septiembre del mismo año. Aunque los haiku de Shizuko fueron despreciados como haiku de prostituta, fueron muy elogiados en una época de liberación sexual e impresionaron fuertemente al público con la existencia de Jukai, también marcaron fuertemente a Shizuko como una mujer que había caído en el fango. Shizuko había estado enviando haiku diarios desde Gifu a Geochu desde aproximadamente la época en que su amante, un soldado estadounidense, partió a la guerra, y Geochu continuó publicando los haiku de Shizuko en Jukai hasta 1963, incluso después de la desaparición de Shizuko.
Poetisa de haiku que vivió como pan pan girl o mujer de confort durante la caótica posguerra. Tras su desaparición, circularon rumores de que «se prostituyó en la Línea Roja, se convirtió en una lisiada adicta al alcohol y se suicidó», pero no hay pruebas que lo confirmen. Su vida permaneció oculta durante mucho tiempo, pero fue revelada en las novelas de Takayuki Emiya Dedo helado - Shizuko Gensho y Susurro del viento - Shizuko Zessho (ambas publicadas por Kawade Shobo Shinsha). Ranta Kawamura (nombre real: Kawamura Yoshiyuki), miembro de Kurosawa Enterprises que planeaba una adaptación cinematográfica de Shizuko, señala la posibilidad de que los miembros de Jukai, una asociación menor de haiku, se unieran para convertir la naturaleza escandalosa de Shizuko en una leyenda con el fin de realzar su nombre. Según Kawamura, Shizuko escribió unos 7.300 haikus.

## Haikus célebres
- Véase una traducción en español aquí[1]
  - 好きなものは玻璃薔薇雨駅指春雷
  - 夏みかん酢つぱしいまさら純潔など
  - 夫ならぬひとによりそふ青嵐
  - 娼婦またよきか熟れたる柿食うぶ
  - 実石榴のかつと割れたる情痴かな
  - 明星に思ひ返へせどまがふなし
  - 春さむく掌もていたわる頬のこけ
  - とほければ木蓮の道選びけり
  - 欲るこころ手袋の指器に触るる
  - まぐはひのしづかなるあめ居とりまく
  - ダンサーになろか凍夜の駅間歩く
  - コスモスなどやさしく吹けば死ねないよ

## Publicaciones
- Primera colección de haiku, Trueno de primavera (10 de febrero de 1946, Hanyu Shobo) Segunda colección de haiku, Anillo (29 de marzo de 1952, Zuishusha)   Obras completas, «Natsu mikan tsupashii masara junjie etc.» (21 de agosto de 2009, Kawade Shobo Shinsha) por Ringo Shiina.

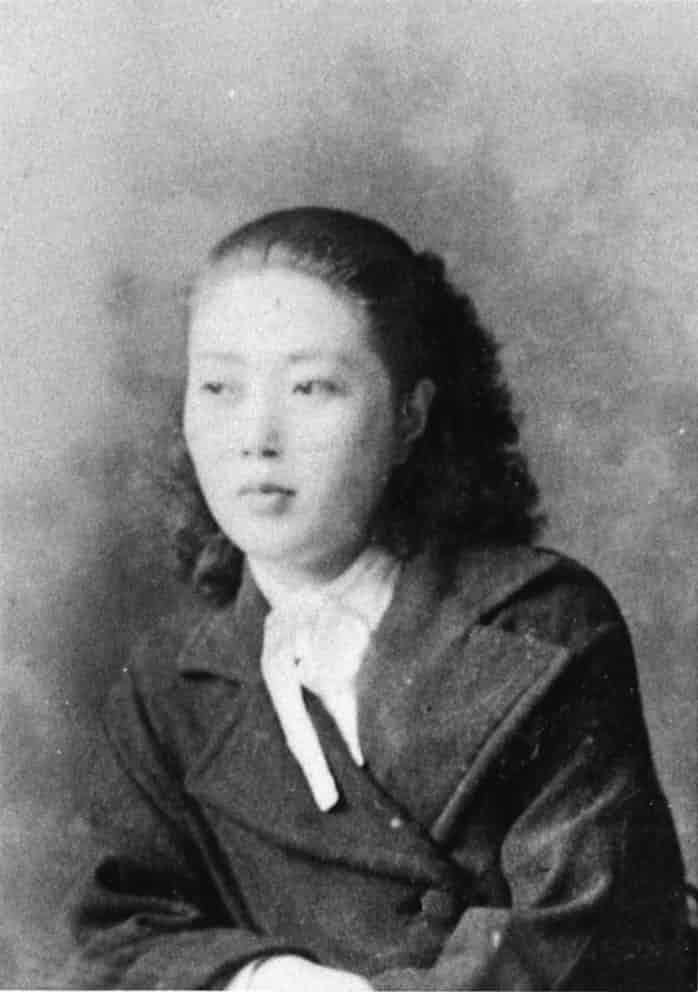

- En español disponemos de la obra El refugio de Suzuki Shizuko, coordinada por Jaime Lorente y Enrique Linares Martí. Ed. no comercial. Toledo, Sabi-shiori, 2025. Incluye artículos de los coordinadores, traducciones de artículos (H.Sato, R.Sakamoto) y una antología de 50 haikus de Suzuki Shizuko a partir de las traducciones de Sato y Nagai.

## Nota
1. ↑  «Sabi-shiori».

- Datos: Q29410831
- Multimedia: Suzuki Shizuko / Q29410831